# Marc López
Marc López (Barcelona, 31 de Julho de 1982) é um tenista profissional espanhol, seu melhor em ranking em simples na ATP, de N. 106, em duplas de N.3, seus principais triunfos ocorreram ao lado de Rafael Nadal e Marcel Granollers tendo conquistado os torneios de duplas de Indian Wells em 2010 e 2012, Rome em 2012 e ATP World Tour Finals em 2012.

## Carreira Profissional

### 2004
Embora no seu começo não tenha conseguido bons resultados jogando duplas, nos últimos anos ele ganhou vários títulos de Challengers e a sua melhor performance nos torneios ATP foi nesta modalidade. Foi em 2004, quando ele alcançou a final do Valencia Open 500 junto com o seu parceiro Feliciano López.

### 2008
Em Abril de 2008, em Barcelona, López bateu o #141 Yuri Schukin para se qualificar para o sorteio principal da ATP, onde venceu o #68 Ivo Minář antes de perder para o #37 Juan Ignacio Chela. Em Maio, ele fez a chave principal do French Open, como um lucky loser, depois de bater o #124 Andreas Beck.

### 2012
No BNP Paribas Open em Indian Wells, Marc junto com o seu companheiro espanhol, Rafael Nadal, venceu a final de duplas 6–2, 7–6(7–3). Eles venceram os americano John Isner e Sam Querrey.

### Grand Slam finais

#### Duplas: 2 (2 vices)
| Posição | Ano  | Campeonato    | Piso   | Parceiro          | Oponentes                               | Placar        |
| ------- | ---- | ------------- | ------ | ----------------- | --------------------------------------- | ------------- |
| Vice    | 2014 | Roland Garros | Saibro | Marcel Granollers | Julien Benneteau Édouard Roger-Vasselin | 3-6, 6-7(1-7) |
| Vice    | 2014 | US Open       | Duro   | Marcel Granollers | Bob Bryan Mike Bryan                    | 3-6, 4-6      |

## Títulos

### ATP Finals

#### Duplas: 1 (1 título)
| Posição | Ano  | Campeonato | Piso     | Parceiro          | Oponentes                     | Placar           |
| ------- | ---- | ---------- | -------- | ----------------- | ----------------------------- | ---------------- |
| Campeão | 2012 | Londres    | Duro (i) | Marcel Granollers | Mahesh Bhupathi Rohan Bopanna | 7–5, 3–6, [10–3] |

### Masters 1000 finais

#### Duplas: 5 (3 títulos, 2 vices)
| Posição | Ano  | Campeonato   | Piso   | Parceiro          | Oponentes                     | Placar            |
| ------- | ---- | ------------ | ------ | ----------------- | ----------------------------- | ----------------- |
| Campeão | 2010 | Indian Wells | Duro   | Rafael Nadal      | Daniel Nestor Nenad Zimonjić  | 7–6(10–8), 6–3    |
| Campeão | 2012 | Indian Wells | Duro   | Rafael Nadal      | John Isner Sam Querrey        | 6–2, 7–6(7–3)     |
| Campeão | 2012 | Roma         | Saibro | Marcel Granollers | Łukasz Kubot Janko Tipsarević | 6–3, 6–2          |
| Vice    | 2012 | Toronto      | Duro   | Marcel Granollers | Bob Bryan Mike Bryan          | 1–6, 6–4, [10–12] |
| Vice    | 2013 | Cincinnati   | Duro   | Marcel Granollers | Bob Bryan Mike Bryan          | 4-6, 6-4, [4-10]  |

## Títulos

### Duplas: 18 (9–9)
| Legenda                           |
| --------------------------------- |
| Grand Slam tournaments (0–0)      |
| ATP World Tour Finals (1–0)       |
| ATP World Tour Masters 1000 (3–1) |
| ATP World Tour 500 Series (1–2)   |
| ATP World Tour 250 Series (4–6)   |

| Vitórias pelo Piso |
| ------------------ |
| Duro (5–2)         |
| Saibro (4–6)       |
| Grama (0–0)        |
| Carpete (0-0)      |

| Resultado | No. | Data                   | Torneio                      | Piso   | Companheiro       | Oponentes                            | Placar                |
| --------- | --- | ---------------------- | ---------------------------- | ------ | ----------------- | ------------------------------------ | --------------------- |
| Finalista | 1.  | 18 de Abril de 2004    | Valência, Espanha            | Saibro | Feliciano López   | Gastón Etlis Martín Rodríguez        | 7–5, 7–6(7–5)         |
| Campeão   | 1.  | 9 de Janeiro de 2009   | Doha, Qatar                  | Duro   | Rafael Nadal      | Daniel Nestor Nenad Zimonjić         | 4–6, 6–4, [10–8]      |
| Campeão   | 2.  | 20 de Março de 2010    | Indian Wells, Estados Unidos | Duro   | Rafael Nadal      | Daniel Nestor Nenad Zimonjić         | 7–6(10–8), 6–3        |
| Campeão   | 3.  | 9 de Maio de 2010      | Estoril, Portugal            | Saibro | David Marrero     | Pablo Cuevas Marcel Granollers       | 6–7(1–7), 6–4, [10–4] |
| Camepão   | 4.  | 25 de Julho de 2010    | Hamburgo, Alemanha           | Saibro | David Marrero     | Jérémy Chardy Paul-Henri Mathieu     | 6–2, 2–6, [10–8]      |
| Finalista | 2.  | 31 de Outubro de 2010  | Montpellier, França          | Duro   | Eduardo Schwank   | Stephen Huss Ross Hutchins           | 6–2, 4–6, [10–7]      |
| Campeão   | 5.  | 7 de Janeiro de 2011   | Doha, Qatar                  | Duro   | Rafael Nadal      | Daniele Bracciali Andreas Seppi      | 6–3, 7–6(7–4)         |
| Finalista | 3.  | 6 de Fevereiro de 2011 | Zagreb, Croácia              | Duro   | Marcel Granollers | Dick Norman Horia Tecău              | 6–3, 6–4              |
| Finalista | 4.  | 1 de Maio de 2011      | Estoril, Portugal            | Saibro | David Marrero     | Eric Butorac Jean-Julien Rojer       | 6–3, 6–4              |
| Finalista | 5.  | 16 de Julho de 2011    | Stuttgart, Alemanha          | Saibro | Marcel Granollers | Jürgen Melzer Philipp Petzschner     | 6–3, 6–4              |
| Finalista | 6.  | 4 de Março de 2012     | Acapulco, México             | Saibro | Marcel Granollers | David Marrero Fernando Verdasco      | 6–3, 6–4              |
| Campeão   | 6.  | 18 de Março de 2012    | Indian Wells, Estados Unidos | Duro   | Rafael Nadal      | John Isner Sam Querrey               | 6–2, 7–6(7–3)         |
| Finalista | 7.  | 29 de Abril de 2012    | Barcelona, Espanha           | Saibro | Marcel Granollers | Mariusz Fyrstenberg Marcin Matkowski | 6-2, 6-77-9, [8-10]   |
| Campeão   | 7.  | 20 de Maio de 2012     | Roma, Itália                 | Saibro | Marcel Granollers | Łukasz Kubot Janko Tipsarević        | 6-3, 6-2              |
| Finalista | 8.  | 14 de Julho de 2012    | Umag, Croácia                | Saibro | Marcel Granollers | David Marrero Fernando Verdasco      | 3–6, 6–7(4–7)         |
| Campeão   | 8.  | 22 de Julho de 2012    | Gstaad, Suíça                | Saibro | Marcel Granollers | Robert Farah Santiago Giraldo        | 6–4, 7–6(11–9)        |
| Finalista | 9.  | 12 de Agosto de 2012   | Toronto, Canadá              | Duro   | Marcel Granollers | Bob Bryan Mike Bryan                 | 1–6, 6–4, [10–12]     |
| Campeão   | 9.  | 12 de Novembro de 2012 | Londres, Inglaterra          | Duro   | Marcel Granollers | Mahesh Bhupathi Rohan Bopanna        | 7–5, 3–6, [10–3]      |